# Новое (Скопинский район)
Новое — село в Скопинском районе Рязанской области, входит в состав Вослебовского сельского поселения. 

## География
Расположено в 10 км на юго-восток от центра поселения села Вослебово и в 13 км на юго-восток от города Скопина.

## История
Покровская деревянная церковь в селе построена в 1872 году по просьбе доктора медицины Ивана Матвеевича Соколова  
.
В XIX — начале XX века село входило в состав Яблоневской волости Скопинского уезда Рязанской губернии. В 1906 году в селе было 34 двора.
С 1929 года село входило в состав Летовского сельсовета Скопинского района Рязанского округа Московской области, с 1937 года — в составе Рязанской области, с 2005 года — в составе Вослебовского сельского поселения.

## Население
| 1859 | 1906 | 2010 |
| ---- | ---- | ---- |
| 125  | ↗231 | ↘39  |